# Sorbus gonggashanica
Sorbus gonggashanica är en rosväxtart som beskrevs av Mcall.. Sorbus gonggashanica ingår i släktet oxlar, och familjen rosväxter. Inga underarter finns listade i Catalogue of Life.